# Nohic

Nohic este o comună în departamentul Tarn-et-Garonne din sudul Franței. În 2009 avea o populație de 1.168 de locuitori.

## Monumente

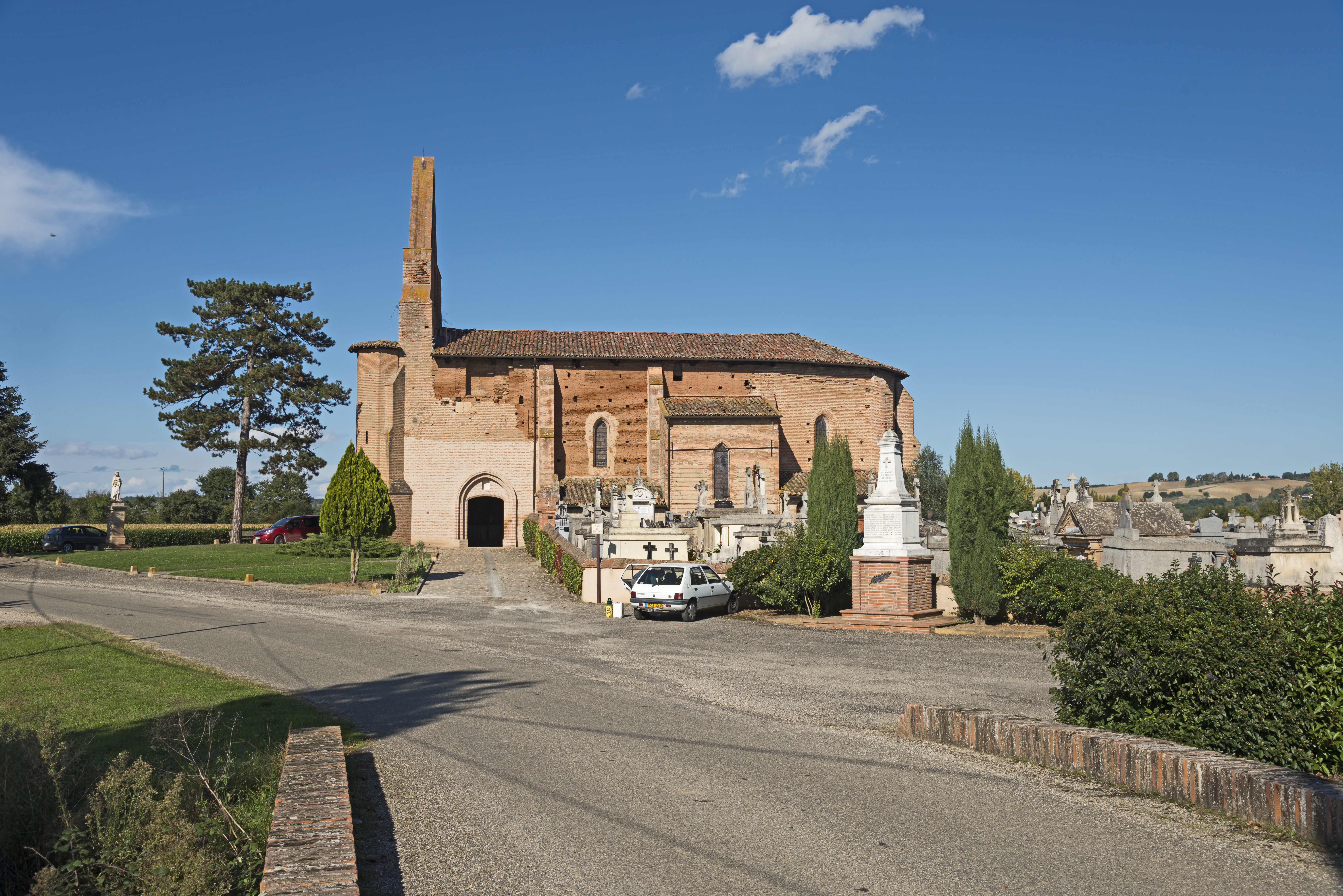
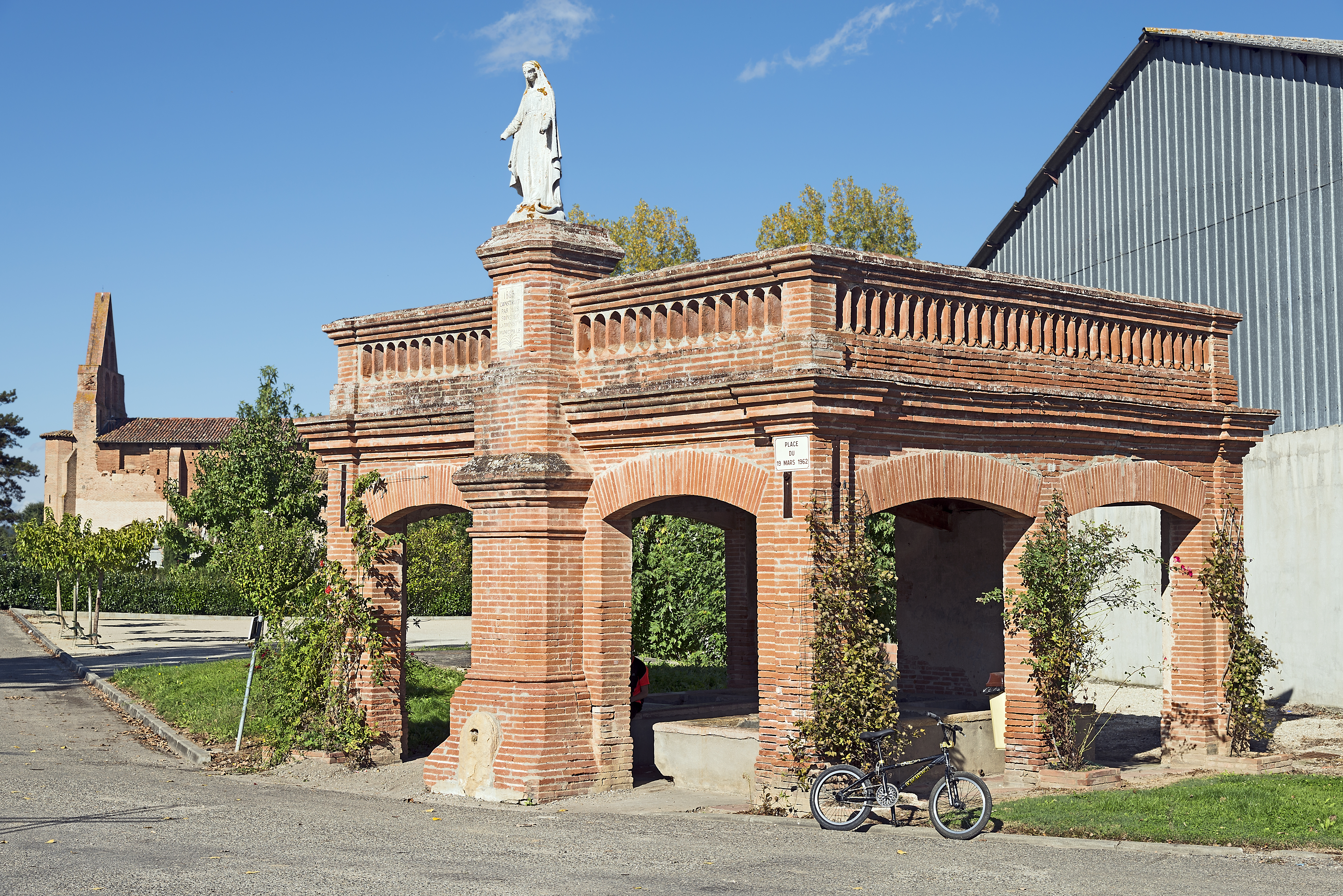
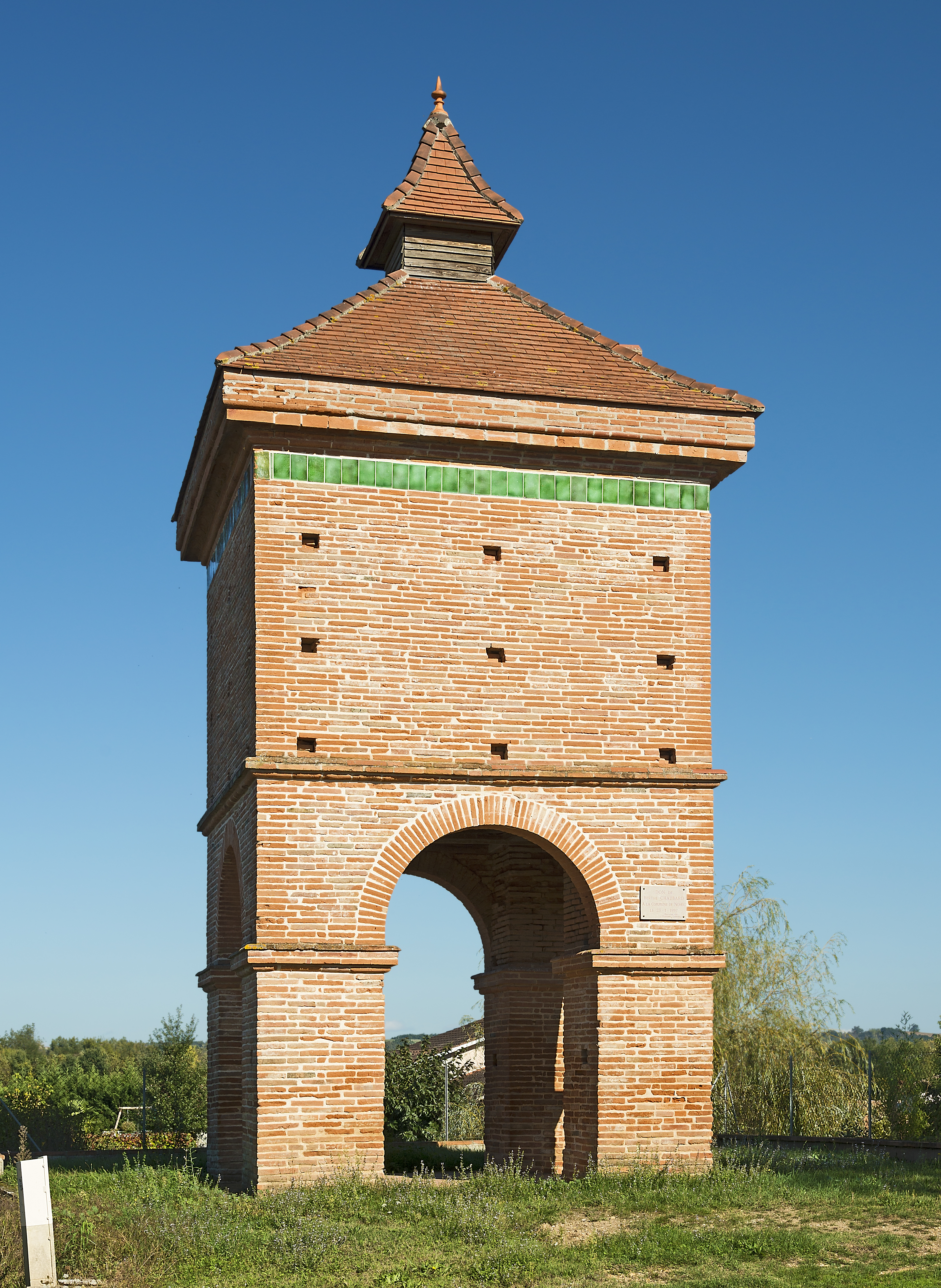

## Evoluția populației
| An        | 1975 | 1982 | 1990 | 1999 | 2006  | 2009  |
| --------- | ---- | ---- | ---- | ---- | ----- | ----- |
| Populație | 774  | 832  | 905  | 970  | 1.099 | 1.168 |